# Kigeli II
Kigeli II Nyamuheshera est un roi (mwami) du Rwanda qui régna à la fin du XVIIe siècle, après Mutara Ier. Il serait mort entre 1652 et 1692.
Mibambwe II lui succéda.